# Musée d'Art moderne et contemporain (Rijeka)
 (juin 2023).
Si vous disposez d'ouvrages ou d'articles de référence ou si vous connaissez des sites web de qualité traitant du thème abordé ici, merci de compléter l'article en donnant les références utiles à sa vérifiabilité et en les liant à la section « Notes et références ».
Le Musée d'art moderne et contemporain (en croate : Muzej moderni i suvremene umjetnosti) est un musée national situé à Rijeka, en Croatie.

## Histoire
Le musée est fondé en 1948 sous l'appellation « Galerie des beaux-arts ». En 1962, le nom de l'institution est modifié en « Galerie moderne ». Dans la  Croatie indépendante, en 1999, elle prend un nouveau nom et devient la « Galerie Moderne de Rijeka - Musée d'Art moderne et contemporain ». Le nom actuel de l'institution date de 2003.

## Collections
La galerie abrite une collection permanente d'art du XIXe siècle à nos jours. Parmi les artistes européens dont les œuvres apparaissent au sein de la galerie figurent les principales œuvres d'avant-garde de Ladislaus de Gauss.